# (24103) Dethury
(24103) Dethury est un astéroïde de la ceinture principale.

## Description
(24103) Dethury est un astéroïde de la ceinture principale. Il fut découvert le 9 novembre 1999 à Fountain Hills (Arizona) par Charles W. Juels. Il présente une orbite caractérisée par un demi-grand axe de 2,65 UA, une excentricité de 0,19 et une inclinaison de 15,1° par rapport à l'écliptique.

## Compléments